# Phlogophilus hemileucurus
A cauda-variegada-equatoriano ou colibri-de-pontas-brancas-equatoriano (Phlogophilus hemileucurus) é uma espécie de ave da família Trochilidae (beija-flores).
Pode ser encontrada nos seguintes países: Colômbia, Equador e Peru.
Os seus habitats naturais são: regiões subtropicais ou tropicais húmidas de alta altitude.
Está ameaçada por perda de habitat.